# Мазевка (Путивльский район)
Мазевка (укр. Мазівка) — село,
Мазевский сельский совет,
Путивльский район,
Сумская область,
Украина.
Код КОАТУУ — 5923884801. Население по переписи 2001 года составляло 464 человека.
Является административным центром Мазевского сельского совета, в который, кроме того, входят сёла
Новослободское,
Вороновка,
Ореховка,
Почепцы и
Соловьево.

## Географическое положение
Село Мазевка находится в 2-х км от реки Ольшанка.
На расстоянии в 1 км расположено село Вороновка.
По селу протекает пересыхающий ручей с запрудой.

## История
- Село Мазевка известно с XVIII века.
- Во время оккупации фашисты сожгли село Мазевка.

## Экономика
- «Мир», ЗАО.

## Объекты социальной сферы
- Школа.
- Дом культуры.